# Kiesabgrabung Heinsen
Die Kiesabgrabung Heinsen ist ein durch Kiesabbau entstandener See in der niedersächsischen Gemeinde Heinsen im Landkreis Holzminden. Das Gewässer im Überschwemmungsbereich der Weser ist eines von vier durch Kiesabbau entstandene Seen in einem südöstlich von Heinsen gelegenen ehemaligen Kiesabbaugebiet innerhalb des Landschaftsschutzgebietes „Wesertal“ und dem EU-Vogelschutzgebiet „Sollingvorland“. Es ist Bestandteil eines Weserauenprojekts, welches zum Ziel hat, durch Renaturierungsmaßnahmen die natürliche Vielfalt der Flussaue der Oberweser in Teilen des Landkreises Holzminden und des Kreises Höxter wiederherzustellen.
In der Kiesabgrabung Heinsen wurden von 1965 bis 1975 Sand und Kies abgebaut. Im Juli 1992 erwarb der Naturschutzbund Deutschland das 13,2 Hektar große Gelände mit Mitteln der Zoologischen Gesellschaft Frankfurt und des Bundesamtes für Naturschutz.
Der See wurde im September 1993 durch eine Rinne mit der Weser verbunden. Im Zuge der Arbeiten wurden auch einige Uferabschnitte abgeflacht und gestaltet. Durch die Rinne strömt bei einem Wasserstand der Weser von etwa 1,2 Meter über der Mittelwasserlinie Wasser der Weser in den See. Dadurch wird die ehemalige Kiesabgrabung bei Hochwasser der Weser häufiger überflutet, wodurch es zu einem ökologischen Austausch zwischen den beiden Gewässern kommt.
Der See verfügt über Flachwasser- und Steiluferbereiche sowie Kiesbänke. Er ist mit den Uferbereichen, in denen sich auch trockene und magere Standorte finden und die überwiegend mit Gehölzen bestanden sind, seiner natürlichen Sukzession überlassen. Da der See nicht genutzt wird und auch der Uferbereich nicht betreten werden darf, konnte sich die Ufer-, Schwimmblatt- und Unterwasservegetation natürlich entwickeln. Der See ist inzwischen ein wichtiger Lebensraum für Jungfische. Zahlreiche Libellenarten haben sich angesiedelt. Darüber hinaus ist das Gebiet Brut-, Rast- und Nahrungshabitat für zahlreiche Vögel. In den Wintermonaten ist es Rastgebiet für Wat- und Wasservögel.
Im Dezember 2001 wurde am See eine Beobachtungshütte errichtet, die Anfang März 2002 eingeweiht wurde.